# Benjamin Markuš
Benjamin Markuš, slovenski nogometaš, * 30. januar 2001.
Markuš je profesionalni nogometaš, ki igra na položaju vezista. Od leta 2024 je član avstrijskega kluba TSV Hartberg. Pred tem je igral za slovenska kluba Domžale in Dob. Skupno je v prvi slovenski ligi za Domžale odigral 111 tekem in dosegel štiri gole. Bil je tudi član slovenske reprezentance do 16, 19 in 21 let.